# Gambialoa orae
Gambialoa orae är en insektsart som beskrevs av Irena Dworakowska och Trolle 1976. Gambialoa orae ingår i släktet Gambialoa och familjen dvärgstritar.
Artens utbredningsområde är Kenya. Inga underarter finns listade i Catalogue of Life.